# Acylgruppe

Acylrest (blau) als Teil eines Moleküls (links oben), Acyliumion, Acylradikal (oben rechts) sowie als Strukturelement in einem Aldehyd (links unten), Ester und Carbonsäureamid (rechts unten). (R^{1}, R^{2}, R^{3} = Organyl-Rest oder Wasserstoffatom).

Als Acylgruppe, Acyl, Azyl oder Alkanoyl  bezeichnet man in der Chemie eine funktionelle Gruppe mit der allgemeinen Struktur R-(C=O)-, wobei R ein Organyl-Rest (Alkyl-, Aryl- oder eine heteroaromatische Gruppe etc.) oder ein Wasserstoffatom ist. Die Acylgruppe findet sich in Verbindungen wie Aldehyden, oder  Carbonsäuren, oder Carbonsäurederivaten wie z. B. Carbonsäurechloriden in denen formal betrachtet eine OH-Gruppe, ein Wasserstoffatom bzw. ein Chloratom durch einen Rest ersetzt wurde. Die Einführung einer Acylgruppe in ein Molekül wird als Acylierung bezeichnet. Die funktionelle Gruppe ohne Bezug auf einen Rest R, also –(C=O)–, wird Carbonylgruppe genannt.
Acylgruppe mit dem unbestimmten Rest R ist der übergeordnete Gattungsbegriff für die Acetylgruppe („Ac“), die Formylgruppe und die Benzoylgruppe und ähnliche Reste. Von Fettsäuren abgeleitete Acylgruppen wie sie beispielsweise in Triglyceriden auftreten werden auch als Fettsäurereste bezeichnet. Die Acylgruppe sollte nicht mit der Acyloxygruppe – z. B. Acetyloxygruppe („OAc“) oder Benzoyloxygruppe – verwechselt werden.

## Acyliumion

Mesomere Grenzstrukturen eines Acyliumions.

Ein Acyliumion entsteht dadurch, dass das ungepaarte Elektron abgegeben wird, wodurch ein einfach positiv geladenes Kation (meist R–C+=O) zurückbleibt. Es ist leicht nucleophil angreifbar und spielt daher eine wichtige Rolle als Zwischenprodukt bei organischen Reaktionen, z. B. der Friedel-Crafts-Acylierung.
Es wird unter anderem auch zur Veresterung von in α-Stellung substituierten organischen Säuren verwendet, um die sterische Hinderung zu umgehen.
Die Herstellung kann beispielsweise durch Lösen von Carbonsäuren in konzentrierter Schwefelsäure bei anschließender Umsetzung dieser Lösung mit Alkoholen erfolgen.

## Acylradikal
Die allgemeine Strukturformel des nur als (meist) instabiler Zwischenzustand in einem Reaktionsmechanismus auftretenden  Acylradikals ist in der Abbildung angegeben.

## Beispiele
| formale Stammverbindung | Rest (R1)     | Rest (R2) | Acylgruppe      |
| ----------------------- | ------------- | --------- | --------------- |
| Ameisensäure            | -H            | -OH       | Formylgruppe    |
| Essigsäure              | -CH3          | -OH       | Acetylgruppe    |
| Propionsäure            | -CH2CH3       | -OH       | Propionylgruppe |
| Buttersäure             | -CH2CH2CH3    | -OH       | Butyrylgruppe   |
| Valeriansäure           | -CH2CH2CH2CH3 | -OH       | Valerylgruppe   |
| Benzoesäure             | -C6H5         | -OH       | Benzoylgruppe   |
| Aminosäure              |               | -OH       | Acylaminogruppe |
| Formylchlorid           | -H            | -Cl       | Formylgruppe    |
| Acetylchlorid           | -CH3          | -Cl       | Acetylgruppe    |
| Propionylchlorid        | -CH2CH3       | -Cl       | Propionylgruppe |
| Butyrylchlorid          | -CH2CH2CH3    | -Cl       | Butyrylgruppe   |
| Valerylchlorid          | -CH2CH2CH2CH3 | -Cl       | Valerylgruppe   |
| Benzoylchlorid          | -C6H5         | -Cl       | Benzoylgruppe   |